# Cerkiew Podwyższenia Krzyża Pańskiego w Horostycie
Cerkiew pod wezwaniem Podwyższenia Krzyża Pańskiego – zabytkowa prawosławna cerkiew w Horostycie. Należy do parafii Podwyższenia Krzyża Pańskiego w Horostycie, która z kolei wchodzi w skład dekanatu Chełm diecezji lubelsko-chełmskiej Polskiego Autokefalicznego Kościoła Prawosławnego.
Pierwsza cerkiew w Horostycie została wzniesiona w 1521. Była to świątynia prawosławna. W 1596, wskutek unii brzeskiej, przeszła razem z całą eparchią chełmską do nowo powstałego Kościoła unickiego. W 1702 Kopciowie, właściciele majątku Opole, ufundowali w Horostycie nową drewnianą świątynię. W 1875 cerkiew ta przeszła w ręce Rosyjskiego Kościoła Prawosławnego wskutek likwidacji unickiej diecezji chełmskiej. W latach 1915–1923 świątynia była nieczynna. W II Rzeczypospolitej była siedzibą prawosławnej parafii. Ponownie została zamknięta w 1947, gdy prawosławni mieszkańcy miejscowości zostali z niej wywiezieni w ramach Akcji „Wisła”. Restytucja parafii miała miejsce sześć lat później.
Cerkiew jest budowlą drewnianą, jednonawową, jednokopułową. W jej wnętrzu znajduje się ikonostas z 1880 oraz starsze ikony z przełomu XVIII i XIX w. Obiekt położony jest poza zwartą zabudową wsi, przy drodze, w otoczeniu zabytkowego drzewostanu. Teren cerkiewny otacza zdobione ogrodzenie.

## Historia

### Pierwsza cerkiew w Horostycie. Świątynia unicka
Informacja o pierwszej prawosławnej cerkwi w Horostycie pochodzi z 1521. Jako jej fundator wymieniony został ks. Jan Sopoćko, prawosławny dziekan włodawski, zaś jako jeden z dobroczyńców obiektu – Michał Kopeć. Świątynia była filią parafii w Opolu. W 1596 cerkiew przyjęła unię, gdyż prawosławny biskup chełmski Dionizy zaakceptował jej postanowienia, automatycznie przechodząc ze swoją administraturą do Kościoła unickiego.
W 1699 cerkiew w Horostycie była już siedzibą unickiej parafii. Trzy lata później rodzina Kopciów, która nadal była właścicielem majątku Opole, ufundowała nową drewnianą świątynię we wsi. Według osiemnastowiecznego opisu budynek był zwieńczony trzema krzyżami: nad częścią ołtarzową, nad przedsionkiem i w centralnym punkcie dachu nad nawą. W latach 1793–1794 obiekt został gruntownie wyremontowany. W 1861 dostawiono do niego dzwonnicę; w tym też roku miał miejsce kolejny generalny remont całej cerkwi. Środki na jego przeprowadzenie przekazał Stanisław Szlubowski z dochodu osiąganego przez założoną przez niego w 1843 cukrownię. W latach poprzedzających bezpośrednio likwidację unickiej diecezji chełmskiej powiększono przedsionek cerkiewny.

### 1875–1947
Parafia w Horostycie przeszła do Rosyjskiego Kościoła Prawosławnego w 1875, podobnie jak wszystkie inne unickie parafie na ziemi chełmskiej, wskutek administracyjnego włączenia całej diecezji chełmskiej do prawosławnej eparchii warszawskiej. Po zmianie wyznania cerkiew w Horostycie została wyremontowana po raz kolejny, zaś ok. 1880 otrzymała nowy ikonostas. W latach 90. parafia otrzymała znaczne wsparcie materialne od Mikołaja Iwanowa, darowizny na jej rzecz czynili także sami parafianie. Po remoncie w tym okresie cerkiew w Horostycie została wyświęcona po raz drugi.
Cerkiew w Horostycie pozostawała czynna do 1915, gdy prawosławni mieszkańcy wsi udali się na bieżeństwo. W latach 1915–1917 nabożeństwa odbywały się jedynie okazjonalnie, odprawiane przez rosyjskich kapelanów wojskowych lub przez mnicha z monasteru św. Onufrego w Jabłecznej. W nabożeństwach tych brali udział nieliczni miejscowi wierni, którzy nie zostali przymusowo ewakuowani w głąb Rosji przed frontem.
W 1919, projektując sieć parafii prawosławnych na Lubelszczyźnie, Ministerstwo Wyznań Religijnych i Oświecenia Publicznego nie planowało otwarcia cerkwi w Horostycie. O zgodę na użytkowanie budynku ubiegali się zarówno prawosławni, jak i katolicy, którzy powoływali się na unickie pochodzenie świątyni. Ostatecznie cerkiew w Horostycie została otwarta jako prawosławna w 1923. Należała do dekanatu włodawskiego diecezji warszawsko-chełmskiej i była jedną z ośmiu czynnych cerkwi w powiecie włodawskim. W dwudziestoleciu międzywojennym do cerkwi regularnie uczęszczało ok. 150 osób, tj. połowa wszystkich prawosławnych mieszkańców wsi. W czasie II wojny światowej świątynia była ciągle czynna. Według danych z 1943 była siedzibą jednej z trzynastu parafii tworzących dekanat lubelski diecezji chełmsko-podlaskiej.

### Po 1947

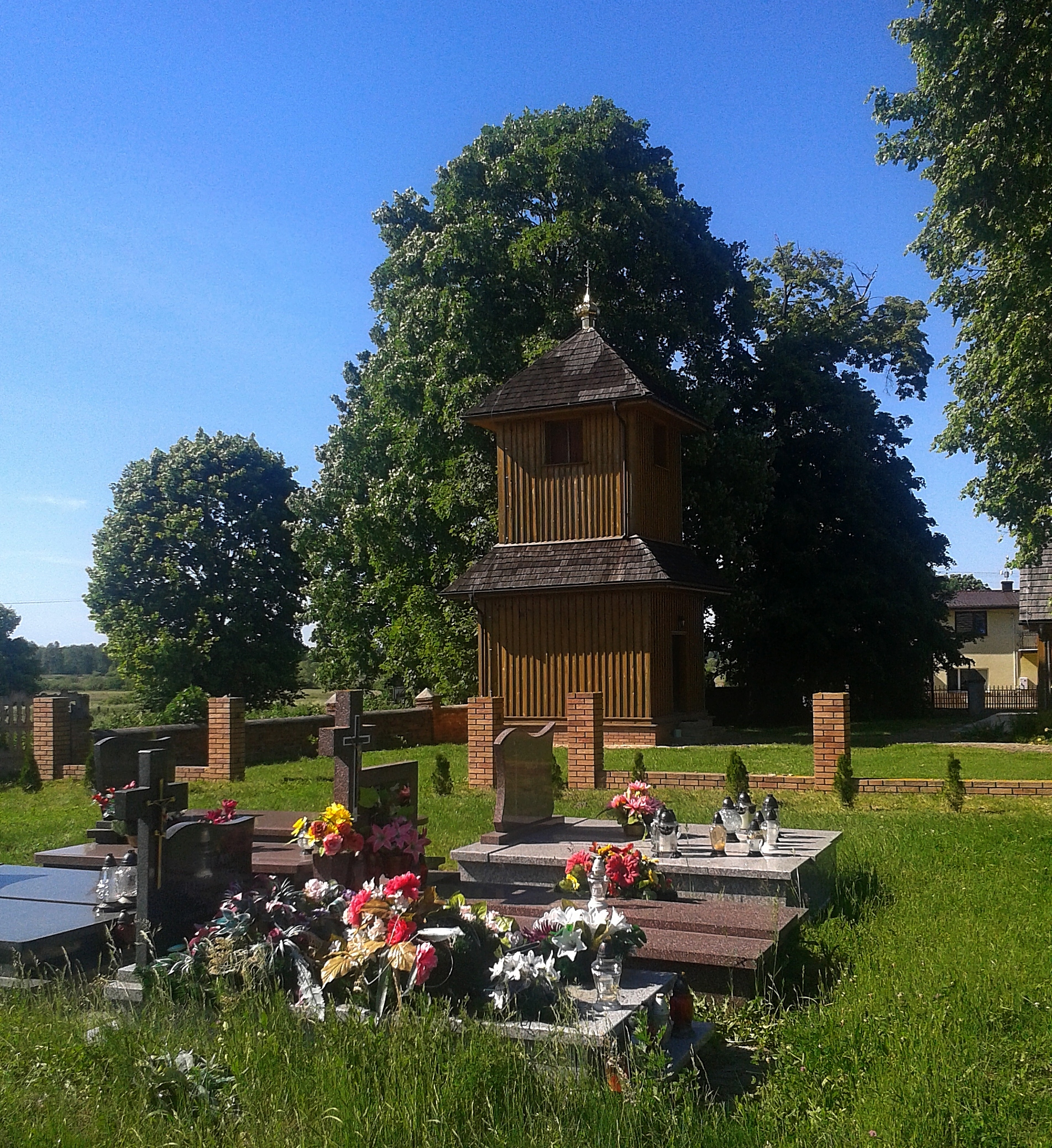
Dzwonnica cerkiewna, widok od strony cmentarza parafialnego (od północy)

Cerkiew w Horostycie została zamknięta w 1947 z powodu braku wiernych, gdyż ci zostali wywiezieni w ramach wskutek Akcji „Wisła”. Starostwo Powiatowe Włodawskie wydało w tym samym roku zakaz tworzenia parafii prawosławnej w Horostycie; został on podtrzymany przez Departament Wyznań Ministerstwa Administracji Publicznej. Władze lokalne negatywnie odnosiły się do prawosławia i starały się uniemożliwiać działalność duchownym tego wyznania, wyolbrzymiając niebezpieczeństwo ze strony ukraińskich nacjonalistów, jakie miało wiązać się z otwieraniem parafii prawosławnych. W takich okolicznościach starostwo włodawskie jeszcze w 1946 uniemożliwiło podjęcie działalności duszpasterskiej w Horostycie duchownemu wskazanemu przez odpowiednie organy Polskiego Autokefalicznego Kościoła Prawosławnego; podobnie stało się w przypadku cerkwi w Holeszowie i Uhrusku. O ponowne otwarcie świątyni (razem z filialną cerkwią św. Antoniego Pieczerskiego w Holi) zaczął zabiegać w 1953 metropolita warszawski i całej Polski Makary. Chociaż przeciwko reaktywacji parafii w Horostycie protestowali duchowni rzymskokatoliccy (starając się jednak głównie zablokować ponowne otwarcie cerkwi w Holi), w lipcu tego roku parafia wznowiła działalność. W 1956 cerkiew w Horostycie była jedną z czterech czynnych cerkwi w powiecie włodawskim, zamieszkiwanym łącznie przez 5 tys. osób wyznania prawosławnego. 
W latach 60. i 70. XX w. placówka duszpasterska liczyła 360 wiernych uczęszczających do dwóch świątyń – w Horostycie i Holi. Liczba ta w kolejnych dziesięcioleciach spadła do kilkudziesięciu osób. Inne źródło podaje ok. 500 wiernych w 2012. W 1984 cerkiew w Horostycie została po raz kolejny odremontowana. W latach 2004–2010 cerkiew przeszła generalny remont współfinansowany przez Ministerstwo Kultury i przez Unię Europejską, w ramach którego odnowiono ściany, fundamenty, wymieniono dach kryty gontem i odrestaurowano ikonostas. Odremontowano również wolnostojącą dzwonnicę. W 2021 r. Wojewódzki Konserwator Zabytków w Lublinie przyznał cerkwi Laur Konserwatorski.
W 2021 r., w związku z obchodzonym jubileuszem 500-lecia wzniesienia pierwszej horostyckiej cerkwi, usytuowano w sąsiedztwie dzwonnicy pamiątkowy głaz z krzyżem. W trakcie uroczystości (26 września) arcybiskup lubelski i chełmski Abel dokonał konsekracji odremontowanej świątyni.

## Architektura

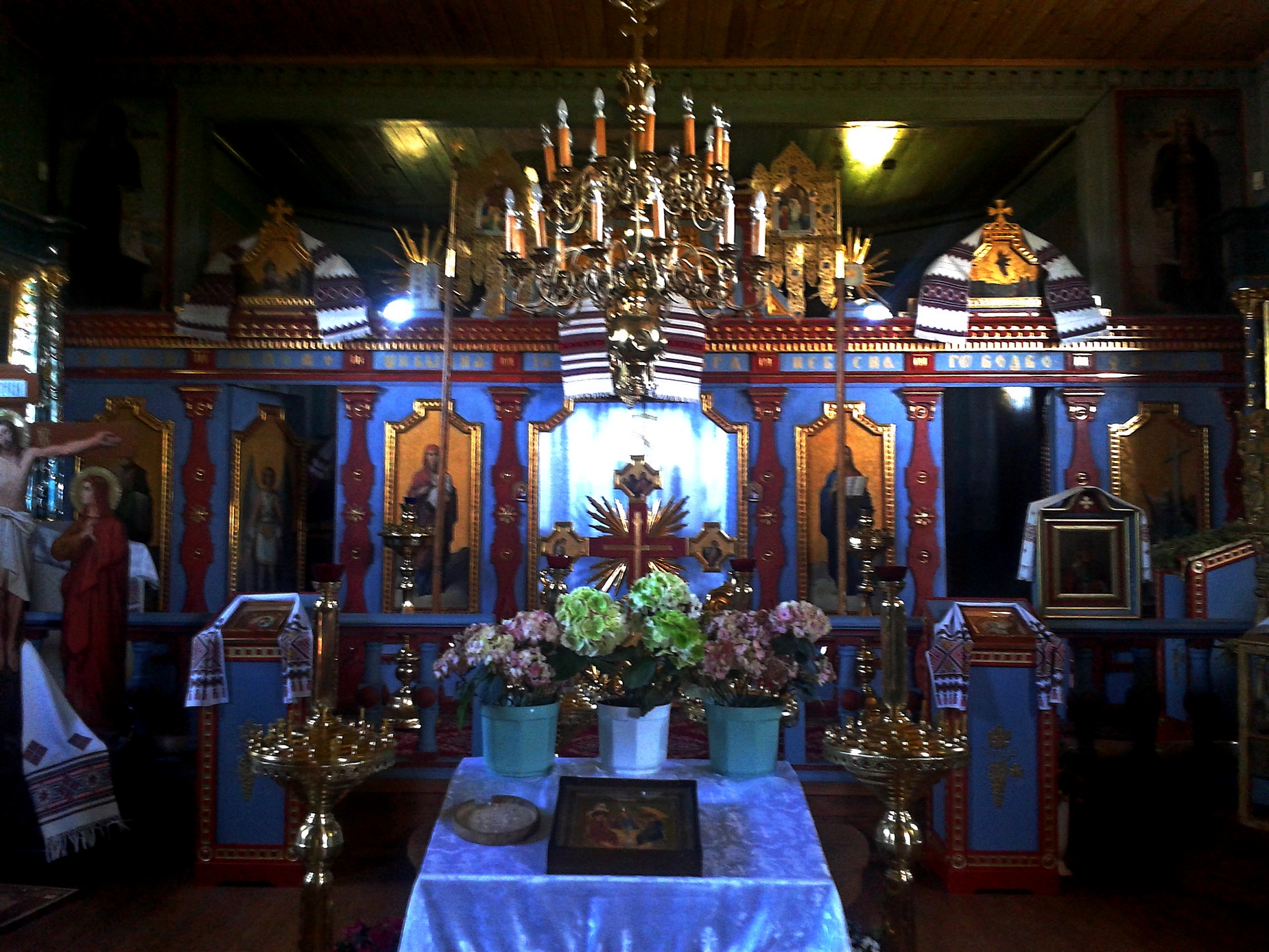
Ikonostas

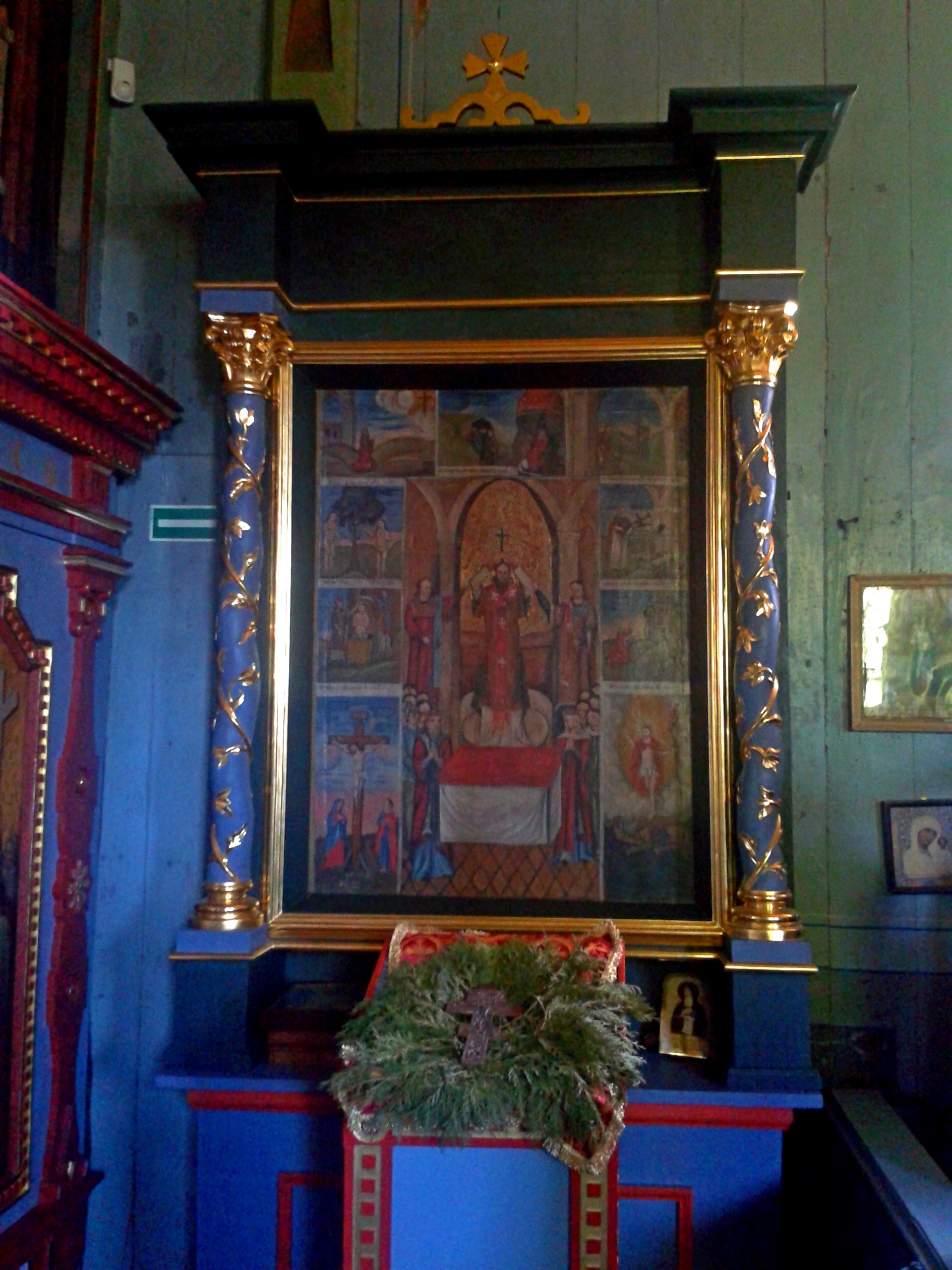
Późnogotycka ikona Podwyższenia Krzyża Pańskiego w kiocie po prawej stronie ikonostasu

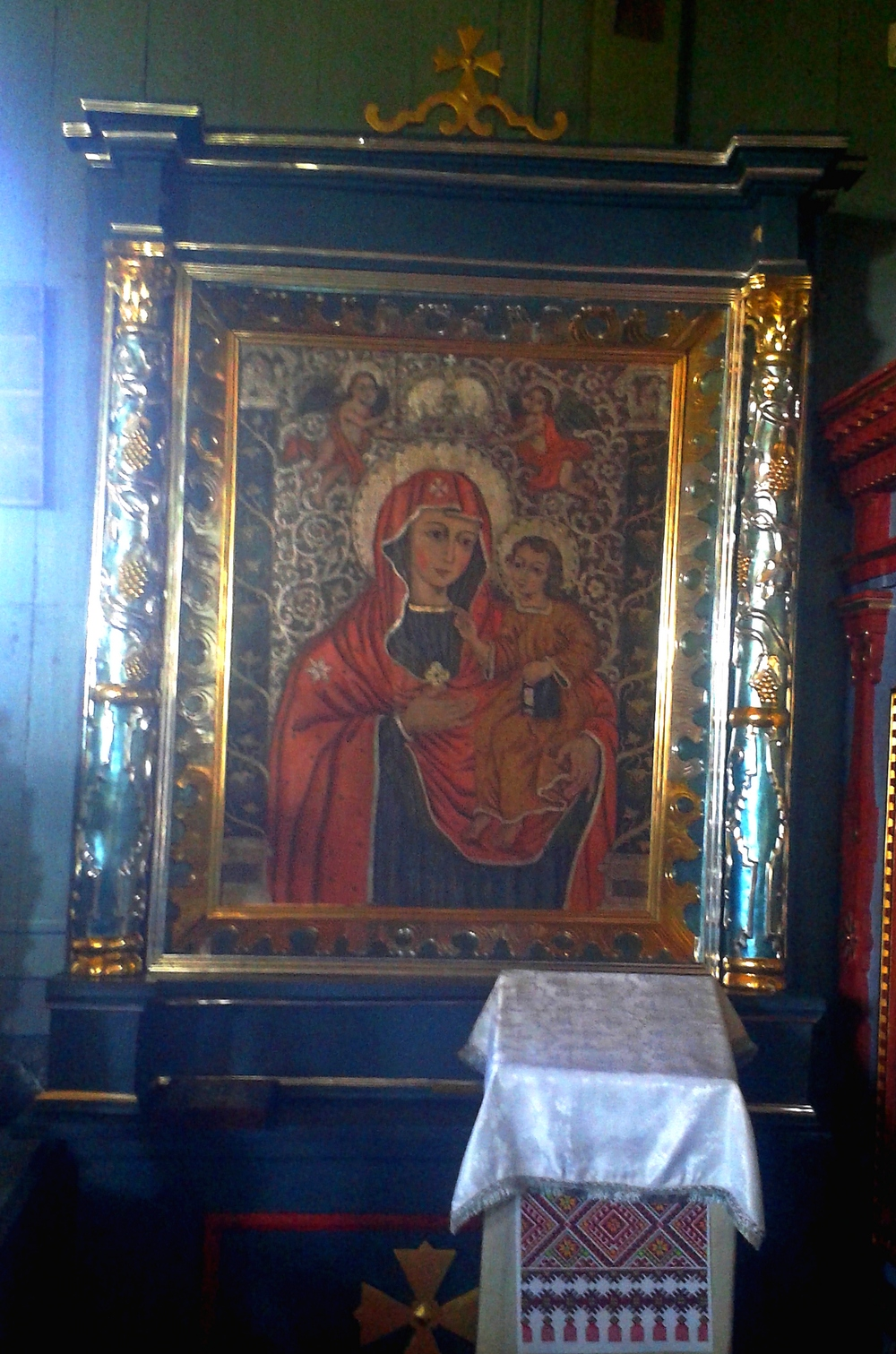
Ikona Matki Bożej w kiocie po lewej stronie ikonostasu

Cerkiew w Horostycie jest drewniana, jednonawowa, jednokopułowa, dwustronnie szalowana z dachem dwuspadowym krytym gontem. Równocześnie w nabożeństwie w niej może brać udział 100 wiernych.
Inwentarz wyposażenia cerkwi z 1788 nie wspomina o ikonostasie, a jedynie informuje o królewskich wrotach i położonym na prawo od nich jednym obrazie, odnoszącym się do wezwania świątyni. Wiadomo również, że na początku XIX w. na wyposażeniu cerkwi znalazły się organy. Aktualnie znajdujący się w cerkwi ikonostas pochodzi z 1880. Jest to konstrukcja drewniana, polichromowana, z pokrytymi brązem elementami dekoracyjnymi. Ikonostas jest jednorzędowy i malowany na biało z brązowymi pilastrami. Poszczególne ikony przedstawiają kolejno (od lewej) św. Mikołaja, św. Jerzego, Anioła, Matkę Bożą, Chrystusa Pantokratora i Podwyższenie Krzyża Pańskiego. Ikonostas posiada także zwieńczenie z trzema ikonami świątecznymi: Narodzenia Pańskiego, Wniebowstąpienia i Ostatniej Wieczerzy (Komunii Apostołów). Ażurowe carskie wrota zdobione są motywem liści akantu, w które wplecione zostały niewielkie wyobrażenia czterech ewangelistów, archanioła Gabriela zwiastującego Maryi poczęcie i narodzenie Chrystusa oraz samej Matki Bożej.
Wśród bocznych ikon w cerkwi w Horostycie znajduje się późnogotycka ikona Podwyższenia Krzyża Pańskiego, napisana techniką olejną na desce. Scena stanowiąca główny temat wizerunku otoczona jest przez szereg mniejszych wyobrażeń. Są to: ukrzyżowanie, chrzest św. Pawła, grzech pierworodny, modlitwę św. Pawła, zmartwychwstanie, odnalezienie Krzyża Pańskiego, poszukiwania krzyża prowadzone przez cesarzową Helenę, złożenie do Grobu, zaśnięcie Matki Bożej, Matka Boża w otoczeniu świętych (proroka Eliasza, Abrahama, Szczepana, Paraskiewy, Katarzyny i Ireny), modlitwa Chrystusa w ogrodzie Oliwnym, św. Teodozjusz i Antoni Pieczerscy, św. Borys oraz zmartwychwstanie otoczone przez kolejne dwanaście postaci świętych. Innym cennym elementem wyposażenia cerkwi jest ikona Matki Bożej z Dzieciątkiem z początku XIX w. przechowywana w kiocie na lewo od ikonostasu. W świątyni zachowały się ponadto feretrony z następującymi ikonami: Chełmską Ikoną Matki Bożej i św. Katarzyną, św. Dymitra Sołuńskiego i Zmartwychwstałego Chrystusa, Leśniańską Ikoną Matki Bożej i Wniebowstąpieniem, Atoską Ikoną Matki Bożej, Ikoną Matki Bożej „Znak” oraz św. Heleną w ikonie Podwyższenia Krzyża Świętego.
Cerkiew i dzwonnicę wpisano do rejestru zabytków 27 stycznia 1967 pod nr A/143.